# Alchemilla vincekii
Alchemilla vincekii är en rosväxtart som beskrevs av A. Plocek. Alchemilla vincekii ingår i släktet daggkåpor, och familjen rosväxter. Inga underarter finns listade i Catalogue of Life.